# الکسیس مک آلیستر
الکسیس مک آلیسر (انگلیسی: Alexis Mac Allister؛ زادهٔ ۲۴ دسامبر ۱۹۹۸) بازیکن فوتبال اهل آرژانتین است که در پست هافبک برای باشگاه لیورپول در لیگ برتر انگلیس و تیم ملی آرژانتین بازی می کند. مک آلیستر دوران فوتبال حرفه‌ای خود را در سال 2016 با آرژانتینوس جونیورز  آغاز کرد و در اولین فصل خود قهرمان دسته دوم آرژانتین شد. او در سال 2019 به باشگاه انگلیسی برایتون پیوست اما بلافاصله تا پایان فصل به آنها قرض داده شد و بعداً به رقبای بوکا جونیورز بازگردانده شد، جایی که او در فصل 2019-20 پریمرا دیویزیون را برد. مک آلیستر  با بازگشت سال موفقیت آمیزی با برایتون داشت و به بازیکن کلیدی این تیم تبدیل شد و در ژوئن 2023 به لیورپول پیوست.

## زندگی شخصی
الکسیس مک آلیستر اصالتی اسکاتلند-ایرلندی دارد. او دو برادر به نام‌های فرانسیس و کوین دارد که آنها نیز بازیکن فوتبال هستند. آنها پسران کارلوس مک آلیستر و برادرزاده‌های پاتریسیو مک آلیستر هستند. پسر دایی او، لوچیانو گوایکوچا نیز یک فوتبالیست حرفه‌ای است.
او در مصاحبه‌ای با اتلتیک گفت: «به یاد دارم که همه مرا کولو صدا می‌زدند که در آرژانتین به معنای «زنجبیل» است. من آن را زیاد دوست نداشتم و مسی به هم تیمی‌هایش گفت: «او دوست ندارد که او را کولو صدا کنند، بنابراین، او را اینطور صدا نکنید!»

## دوران حرفه‌ای

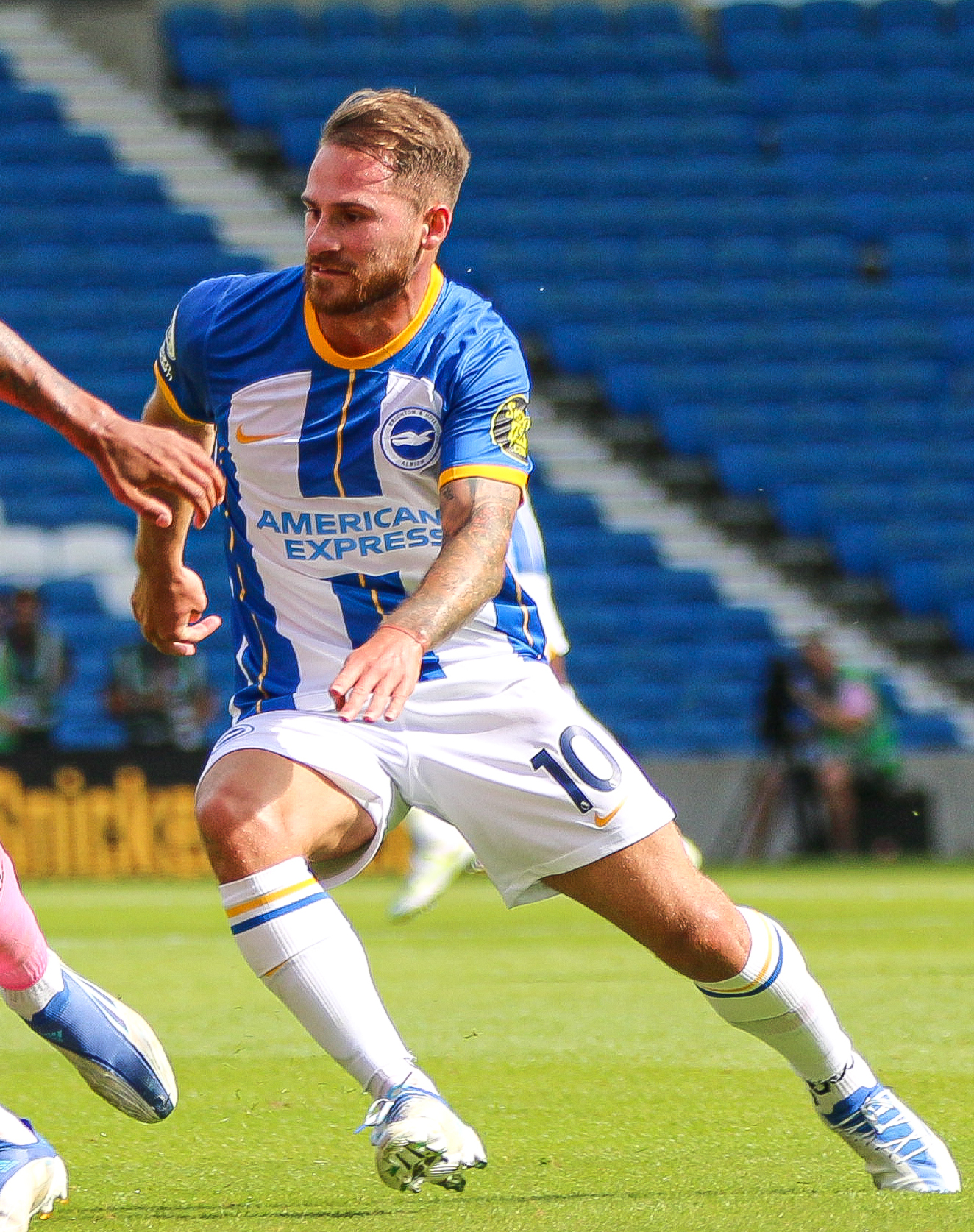
الکسیس مک آلیستر درحال بازی برایبرایتون در لیگ برتر سال ۲۰۲۲

مک آلیستر فوتبال حرفه‌ای را از سال ۲۰۱۶ با باشگاه آرژانتینوس جونیورز آغاز کرد و در نخستین فصل حضورش قهرمانی در لیگ دوم آرژانتین را کسب کرد. او در سال ۲۰۱۹ با باشگاه لیگ برتری برایتون و هوی آلبیون قرارداد امضا کرد و در همان فصل به صورت قرضی به آرژانتینوس جونیورز پیوست . در سال دوم حضورش در باشگاه برایتون، او مجدد به ‌صورت قرضی به آرژانتین برگشت و با باشگاه بوکا جونیورز قهرمان لیگ برتر آرژانتین در فصل ۲۰۱۹-۲۰ شد. پس از بازگشت از آرژانتین، مک الیستر در فصل ۲۰۲۲-۲۳  به عنوان بازیکنی کلیدی در برایتون نقش مهمی در صعود این تیم به لیگ اروپا داشت.
مک‌آلیستر در تیم زیر ۲۳ سال آرژانتین در دور انتخابی ‌المپیک کنمبول ۲۰۲۰ قهرمان شد و همچنین در المپیک تابستانی ۲۰۲۰ با تیم ملی حضور داشت. او در سال ۲۰۱۹ به همراه تیم آرژانتین در مسابقه فینالیسیما ۲۰۲۲  در مقابل ایتالیا با نتیجه  ۳-۰ به پیروزی قهرمان شد. او در سال ۲۰۲۲ به همراه آرژانتین قهرمان جام جهانی فوتبال ۲۰۲۲ قطر شد و در فینال مقابل فرانسه یک پاس گل داد.
او در سال ۲۰۲۳ به قیمت ۳۵ میلیون پوند به باشگاه فوتبال لیورپول پیوست.